# Pampus
Pampus – rodzaj ryb z rodziny żuwakowatych.

## Klasyfikacja
Gatunki zaliczane do tego rodzaju:

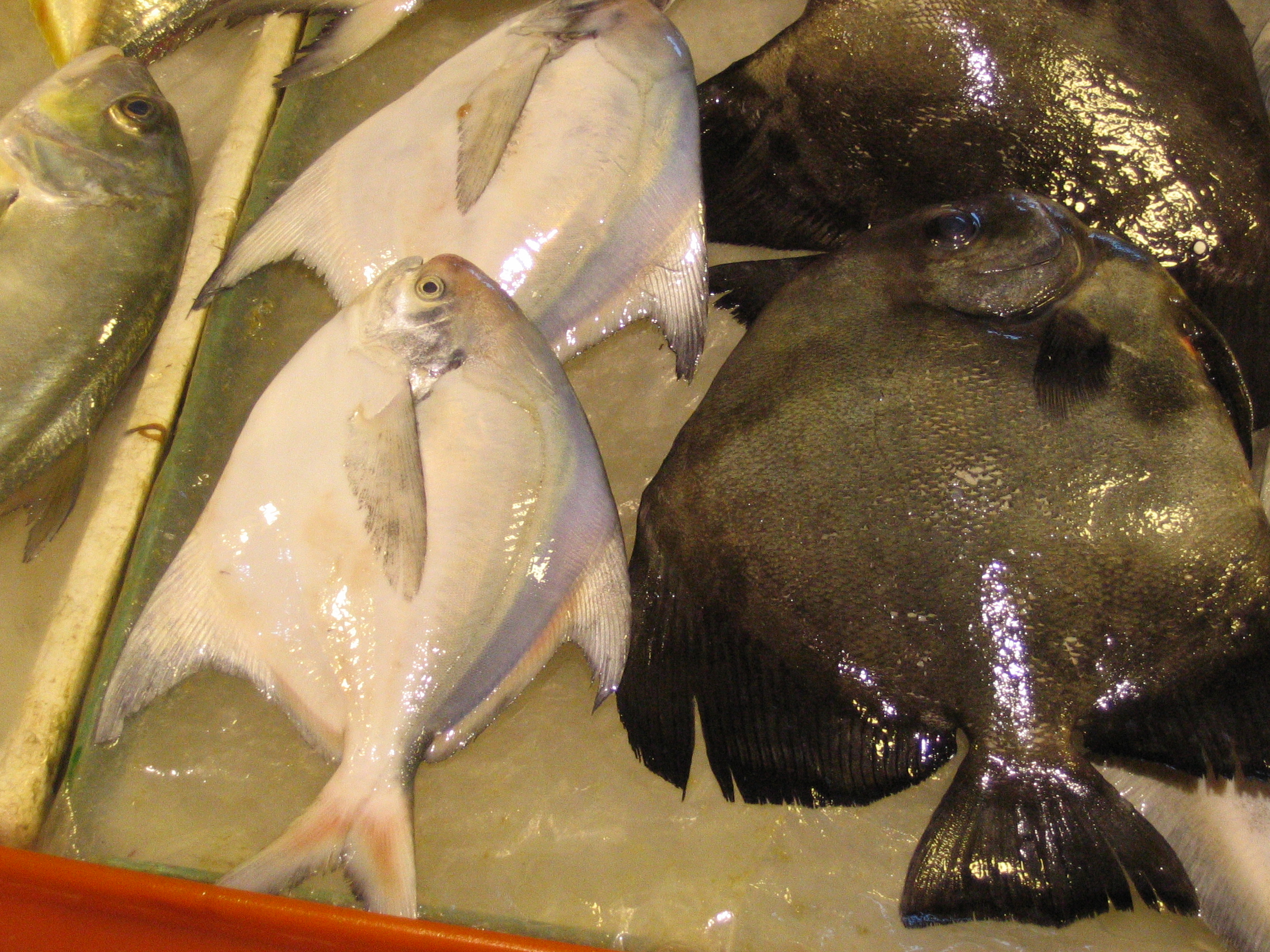
Pampus argenteus
- Pampus chinensis
- Pampus echinogaster
- Pampus minor
- Pampus punctatissimus

- Pampus argenteus